# Greerești
Greerești – wieś w Rumunii, w okręgu Aluta, w gminie Leleasca. W 2011 roku liczyła 30 mieszkańców.